# Ljubljansko Barje
Ljubljansko Barje está ubicado en las cercanías de Liubliana, capital de Eslovenia, en el borde meridional de la Cuenca de Liubliana, entre la ciudad de Liubliana, Vrhnika, Krim y Škofljica. Se extiende entre las poblaciones de Črna vas, Hauptmanca, Lipe y Llovica. Cubre 163 kilómetros cuadrados o 0,8% del entero territorio esloveno y representa el mayor pantano y pastizal húmedo en el país y uno de los pocos en Europa.

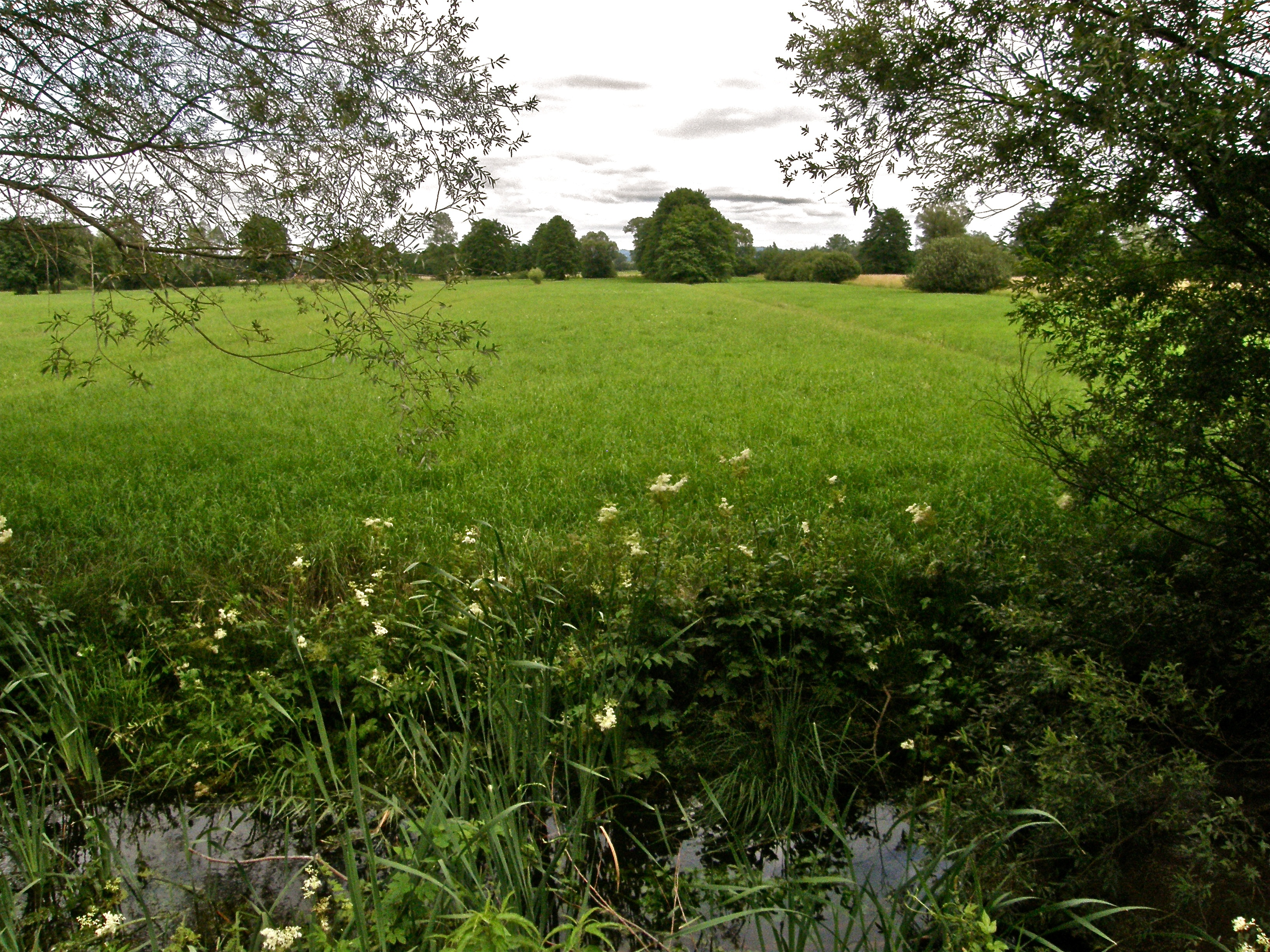

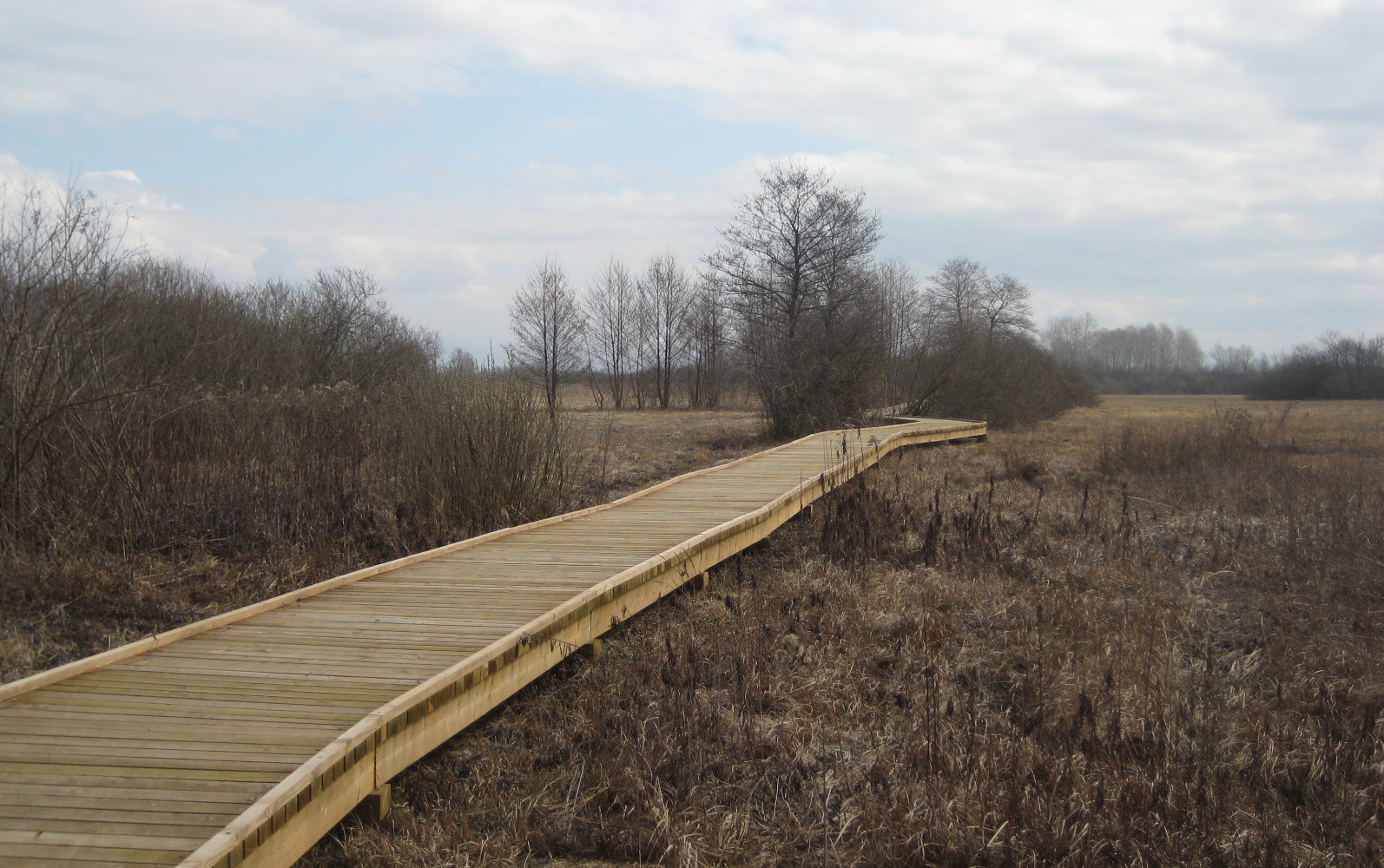
El camino de "kosec" en Ljubljansko Barje

Ljubljansko Barje es un patrimonio natural y cultural. Por una parte, representa un hábitat natural de diversidades bióticas, dando el hogar al gran número de especies de plantas y animales, especialmente a los pájaros. Si bien, si el humedal se secara, por ejemplo, por razones agrícolas o económicas, una gran variedad de especies se quedaría sin ambiente y, en consecuencia, se extinguiría.

Por otra parte, Ljubljansko Barje ofrece una variedad de vestigios, sobre todo de las culturas prehistóricas, conocidas como mostiščarji (habitantes de aldeas lacustres).

## Origen
La Cuenca de Liubliana se formó durante millones de años. Su origen es consecuencia de la actividad tectónica, debido a la posición de la cuenca sobre un área tectónicamente bastante activa. La formación ha sido atribuida al extenso hundimiento de la roca madre, que ocurrió hace dos millones de años. En consecuencia, numerosas aguas subterráneas y arroyos desaguaron en la depresión, arrastrando guijarros y otros sedimentos con ellos. De tal manera, el río Sava, que fluye en las cercanías de Liubliana, se llevó consigo grandes cantidades de grava y puso diques al río Ljubljanica, perteneciente al territorio, inundando la cuenca entera y formando un lago extenso.

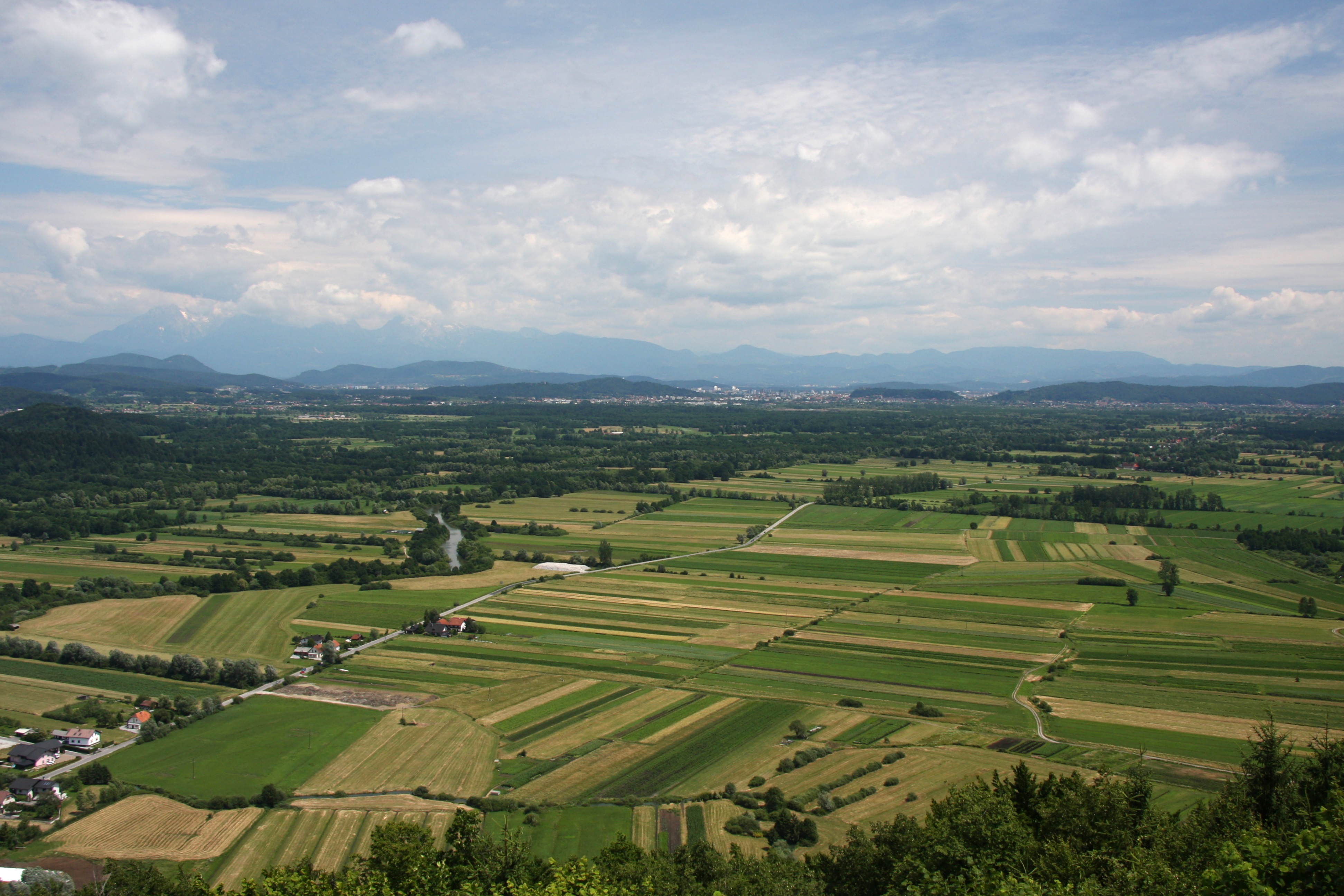

El lago se llenó poco a poco por los depósitos aluviales de los ríos. Hace seis mil años se secó y dejó una llanura pantanosa en su lugar, dando así origen a inmensos pantanos y ciénagas.

## Clima
Los humedales de Liubliana tienen un clima continental con niebla y precipitaciones repartidas de forma regular durante todo el año, con mínimos entre enero y abril, y máximos en septiembre y octubre. Debido a los sedimentos terrenales, como arcilla y limo, el agua persiste en la zona, contribuyendo a que la humedad sea constante.

 
Las temperaturas son más bajas en el centro de la cuenca que en su borde. La temperatura media anual es de 10º, con inviernos fríos, heladas frecuentes y nieve de octubre a mayo. El verano es cálido, con temperaturas máximas por encima de 20º.

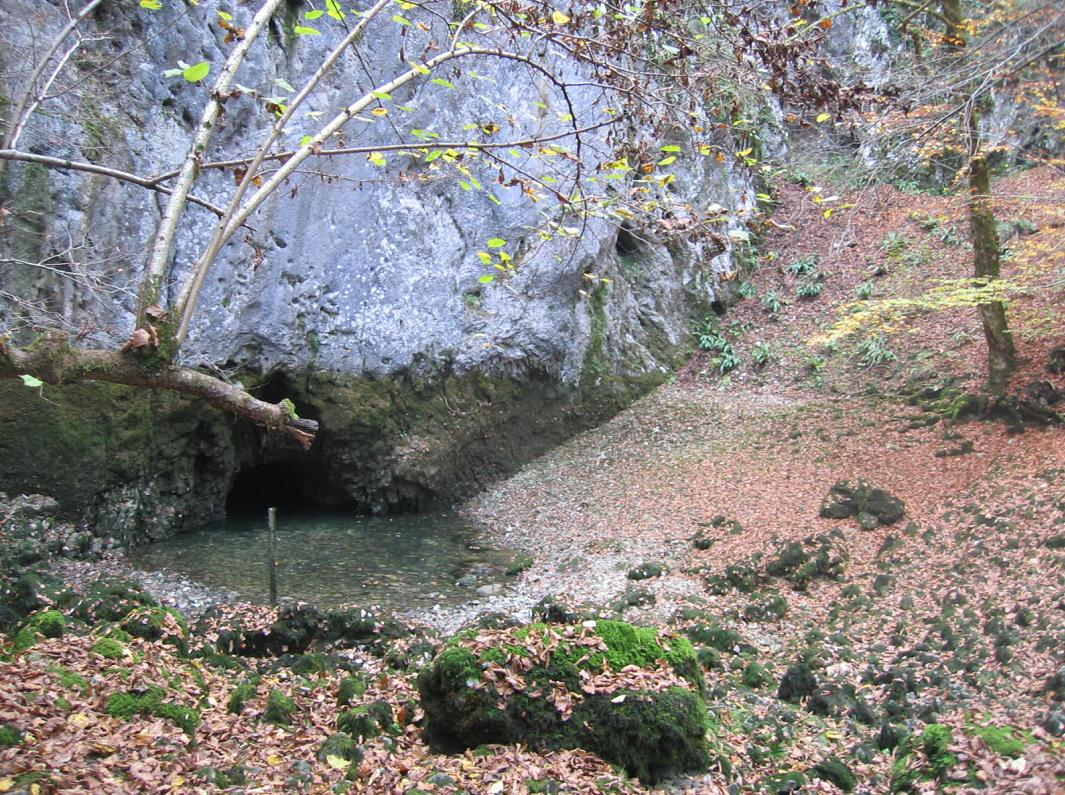
Ljubljanica

## Agua
El agua es el elemento básico del origen y del mantenimiento de los humedales. Sin embargo, las aguas de la Cuenca de Liubliana tienen dos aspectos diferentes: por una parte, se pueden destacar las aguas estancadas, sucias y de color rojizo, que fluyen lentamente por la llanura en la que se sitúan los humedales, y por otra parte, las aguas vivaces y puras, que nacen en los numerosos manantiales kársticos de monte Krim, fluyendo hacia el río Ljubljanica.

### Ljubljanica
Ljubljanica es un río en la parte sur de la Cuenca de Liubliana y forma parte del sistema de humedales. Tiene 41 km de longitud. El nombre Ljubljanica señala la continuación de varios ríos kársticos que fluyen de Prezidsko polje a Vrhnika tanto en la superficie, como bajo tierra, en cuevas. Por tanto, poéticamente se le denomina también "río de los siete nombres". Es decir, el nombre cambia cada vez que el río emerge a la superficie, en este orden: Trbuhovica, Obrh, Stržen, Rak, Pivka, Unica y por último, Ljubljanica.

## Diversidad biótica

### Suelo y vegetación

#### Turba
El suelo orgánico es adecuado para la proliferación del musgo y otras hierbas que necesitan conservar el contacto con el agua subterránea y el acceso a sustancias minerales. De tal manera, se formó una sustancia orgánica especial denominada turba. Es una capa de plantas muertas de pantano que no se pudren debido a la falta de oxígeno, pero se acumulan allí, haciendo la capa de turba gradualmente más y más gruesa. En condiciones favorables, la capa de turba puede crecer mucho, imposibilitando el acceso a su parte superior de agua subterránea. En consecuencia, se forma un pantano elevado con precipitaciones, siendo esta su única fuente de agua y de cantidad de nutrientes insignificante. En este entorno pueden sobrevivir solamente las plantas que se pueden adaptar a estas condiciones, es decir, musgos de turba que pueden absorber cantidades excepcionales de agua de lluvia y retenerla mediante los períodos secos.
En las últimas décadas ha habido intentos de secar los humedales por razones económicas. 

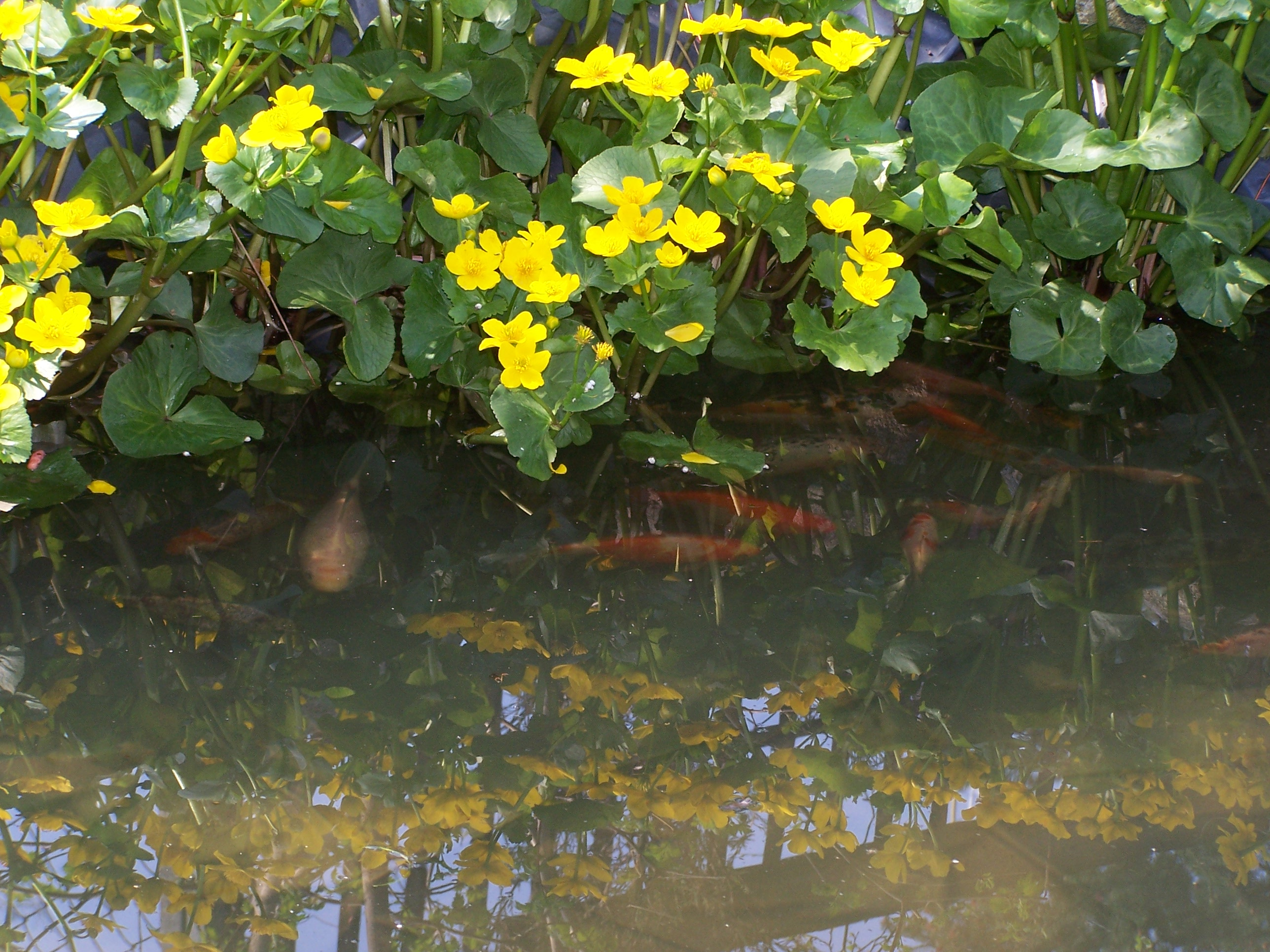
Caltha palustris

#### Praderas
Las praderas de los humedales mantienen el color verde durante un período muy corto de tiempo. Desde muy temprano, a principios de la primavera, se ponen de color rojo oscuro a causa de la Fritillaria meleagris, que tiene muchos nombres, como Fritillary, Rana-taza, Lily Leproso, Cabeza de Serpiente, etc. Florece de marzo a mayo y crece entre 15 y 40 cm de altura.
 

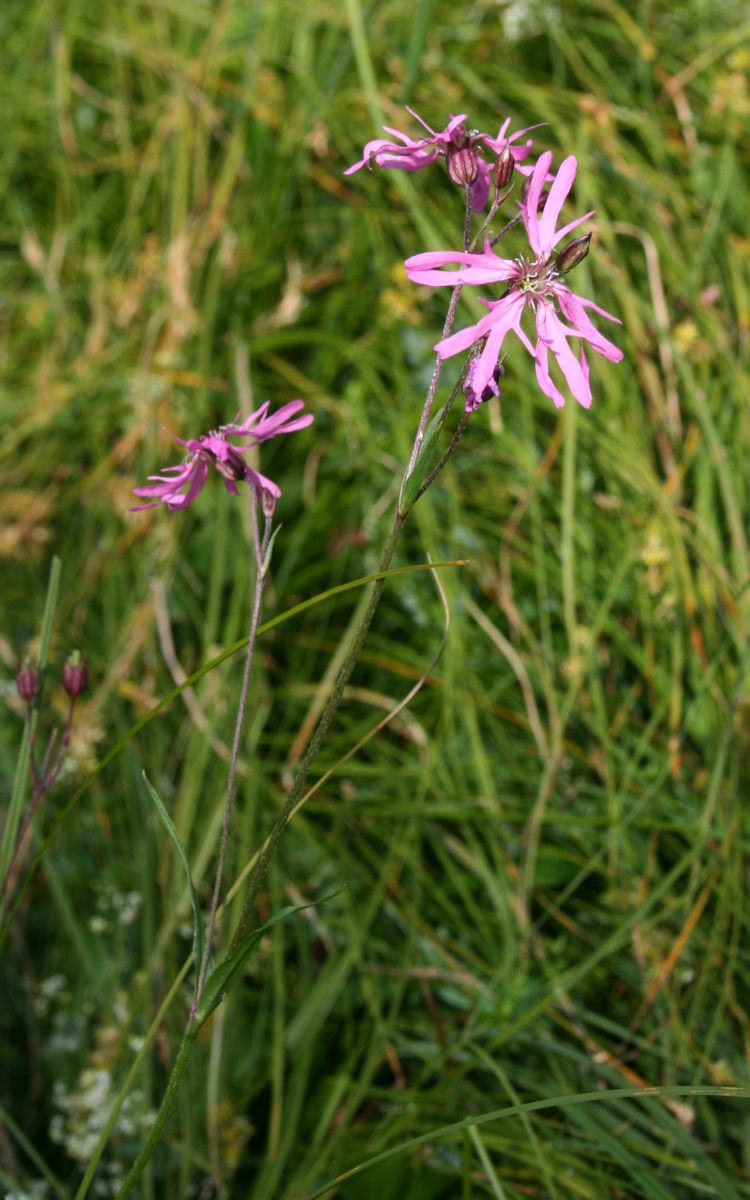
Silene flos cuculi.

También se puede encontrar el color amarillo brillante, que pertenece a la Caltha palustris, habitualmente conocida como Taza Real o Marigold de Pantano. Tiene muchas flores desde principios de la primavera hasta finales del verano. Crece hasta 80 cm de altura.

Más tarde, las praderas se llenan de flores blancas, como la Eriophorum sp., Lychnis flos-cuculi y Valeriana officinalis. También coexisten varias especies de orquídeas de pradera, como por ejemplo la Dactylorhiza incarnata, Dactylorhiza maculata, Orchis palustris, Gymnadenia conopsea y, en algunos lugares, la Liparis loeselii, que es muy rara y se encuentra en peligro de extinción.

Durante el verano, las flores como la Betonica officinalis cubren el humedal de color rojo, mientras que en el otoño comienzan a florecer las flores blancas y suaves de la Parnassia palustris.

### Fauna

#### Libélulas y mariposas
Los pantanos dan hogar a libélulas de colores brillantes. Existen 48 especies y muchas están en peligro de extinción.

Además, existen 89 especies de mariposas. Su existencia está estrechamente relacionada con los pastizales no fertilizados. Las más comunes son la Clossiana selene, Melitaea diamina, Lycaena dispar, Maculinea teleius y Maculinea.

#### Mamíferos pequeños
El escritor esloveno Janez Jalen dejó una huella indeleble de los humedales en la mente de los eslovenos a través de su novela sobre la historia de los Mostiščarji denominada Bobri (castores), que habitaban los humedales y los habitantes se los comían a menudo, expulsándolos de tal manera de la zona.

La nutria (Lutra lutra) y la Rata Almizclada (Ondatra zibethicus) siguen siendo bastante comunes. Aparte de algunos mamíferos pequeños, como roedores e insectívoros, los humedales también atraen a varias especies de murciélagos.

#### Aves
En Ljubljansko Barje viven aves de alrededor de un centenar de especies, lo que representa la mitad de todas las que hay en Eslovenia. Son numerosas las que pasan el invierno allí.

En los prados y arbustos se esconde una gran variedad de especies como el rey de codornices, el aguilucho pálido, la codorniz común, la chocha perdiz, el zarapito real, la tarabilla norteña, la buscarla pintoja y varias especies de aves nocturnas. Algunas de las especies orníticas de estos humedales han sido incluidos en la lista de las amenazadas en Europa y en el mundo. El alcaudón chico, la abubilla y la agachadiza son especies que han desaparecido de allí en las últimas décadas.

##### Conservación del rey de codornices en Eslovenia

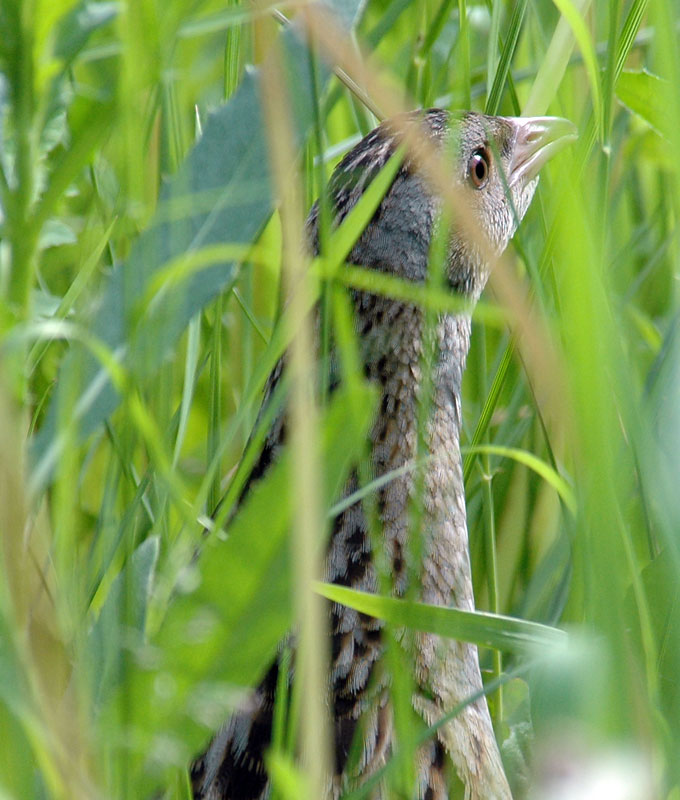
Rey de codornices.

El rey de codornices (Crex crex) es un ave migratoria que anida en los pastizales europeos y pasa el invierno en África. Se puede reconocer por su característico con el que se relaciona su nombre y con el cual el macho llama a la hembra en las noches de primavera y verano. Se trata de una especie inscrita en la Lista Roja como en grave peligro de extinción y protegida por las directivas europeas de conservación de la naturaleza, puesto que fue registrada una grave disminución de su número en la segunda mitad del siglo XX, sobre todo en la parte occidental de Europa.
Esta ave anida escondiéndose en la vegetación de pastizales de los pantanos bastante tarde. Una de las principales razones de su drástica disminución podría la agricultura intensiva. Los prados se siegan en la primera mitad de la temporada de cría, lo que supone una elevada mortandad de los polluelos. Por esa razón, la supervivencia de esa especie en ese lugar depende de la disminución del uso de maquinaria agrícola.

Con el fin de detener el descenso del número de individuos en Eslovenia, se aprobó el proyecto de "Conservación a largo plazo del Crex crex en Eslovenia" por la observación de aves y la Asociación de Estudios Ornitológicos de Eslovenia, cofinanciado por las comunidades estatales, locales y la Comisión Europea.

## Patrimonio cultural
Se pueden ver vestigios de asentamientos de la gente, de su trabajo y de la vida espiritual, como, por ejemplo pequeñas iglesias románicas y góticas, lápidas romanas y casas con paternos parecidos a encajes de piedra blanca. Los últimos están situados en Črna vas, el pueblo con viviendas protegidas con la tierra negra, que representan la obra maestra del gran arquitecto esloveno, Jože Plečnik. 

### Habitantes de aldeas lacustres
Mostiščarji (Habitantes de aldeas lacustres) eran labradores, ganaderos y cazadores, que vivían en viviendas sobre pilares de madera colocados en el lago antiguo. Estos humedales forman parte de los sitios palafíticos prehistóricos de los Alpes, que son una serie de asentamientos de palafitos prehistóricos.

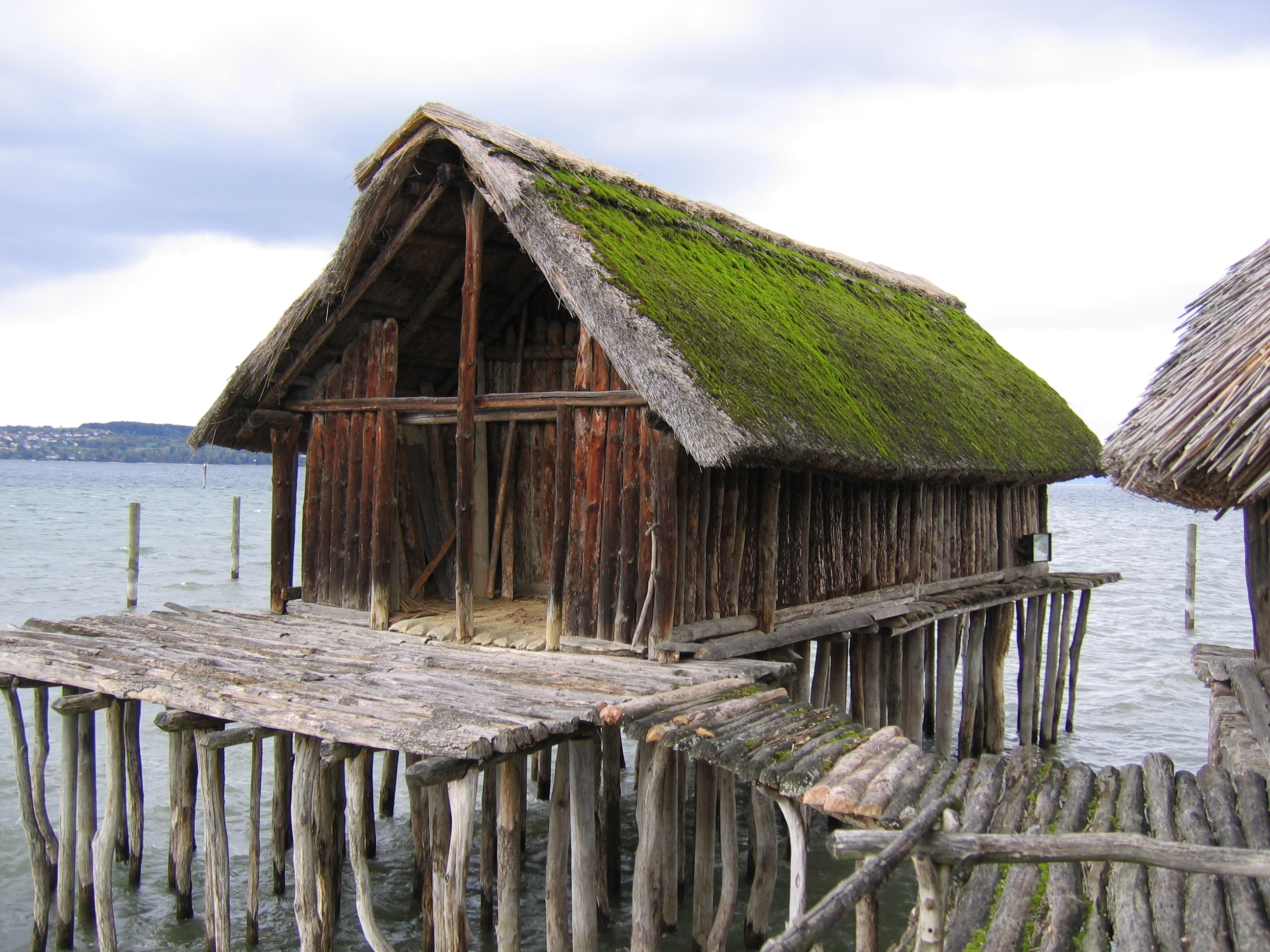
Viviendas sobre pilares de madera

, recientemente incluidos en la lista de lugares naturales protegidos como Patrimonio de la Humanidad por la UNESCO.

#### Viviendas
La construcción de las viviendas peculiares requería mucha fuerza, persistencia y precisión de los trabajadores, quienes hubieron de hincar a mano más de 200 pilas de 6 metros de lago. Generalmente, lo hacían en los grupos de seis hombres y con la ayuda de un pistón que pesaba más de un centenar de kilos.

#### Vida
La gente veneraba a la Madre Tierra y el Sol. Fabricaba cerámica que se podía aplicar tanto al uso diario como al uso espiritual.

Equrna, diosa con alas y protectora de la gente de pantanos, muestra que había mucha influencia mercantil de esta cultura en el territorio europeo más amplio. En esos tiempos negociaban con los pueblos del Cercano Oriente, tanto como con los del norte de Europa. Por eso, es posible que, Mercurio, el dios romano de comercio, recibió las alas porque también Equrna les tenía.